# Fliegerabteilung 207 (Artillerie)
Fliegerabteilung 207 (Artillerie) – FA A 207 (Oddział lotniczy artylerii nr 207) – niemiecka jednostka obserwacyjna i rozpoznawcza wspomagania artyleryjskiego Luftstreitkräfte z I wojny światowej.

## Informacje ogólne
Jednostka została utworzona w dniu 1 grudnia 1916 roku z Artillerie-Fliegerabteilung 207. Jednostka uczestniczyła w walkach na froncie zachodnim, została rozwiązana po kapitulacji Niemiec.
W jednostce służył m.in. Reinhard Treptow później w Jagdstaffel 25, Erich Meyer.